# Eric B. & Rakim
Eric B. & Rakim was een invloedrijke hiphop-groep uit New York. De groep, bestaande uit Eric Barrier en William Griffin, bestond van 1987 tot 1992 en werd bekend met singles als I Ain't No Joke, Follow the Leader en Don't Sweat the Technique. Eric B. & Rakim worden beschouwd als een van de leidende figuren in de hiphopwereld eind jaren 80.

## Biografie
Barrier en Griffin ontmoetten elkaar in 1985, toen Barrier als een dj werkte voor het New Yorkse radiostation WBLS. De twee begonnen een samenwerking en brachten een jaar later hun eerste single uit: Eric B is President. Het nummer gaat over de kwaliteiten die Barrier achter de draaitafel bezit. Eric B is President is uitgebracht op het Zakia-label. Een jaar later kregen ze een platencontract bij 4th & Broadway, waar ze in 1987 hun debuutalbum Paid in Full uitbrachten. De singles I Ain't No Joke en I Know You Got Soul bevatten samples van James Brown, een kenmerk waar Eric B. mee bekend zou worden.

### Paid in Full
Het album Paid in Full bereikte de top 10 van de Amerikaanse hiphop-hitlijst. In Europa kregen Eric B. & Rakim ook bekendheid nadat het Britse DJ-duo Coldcut in 1987 een remix van het nummer Paid in Full uitbracht, met daarin onder meer samples van het nummer Im Nin'alu van Ofra Haza. Na het succes van het eerste album kregen Eric B. & Rakim in 1988 een nieuw platencontract voorgeschoteld bij MCA Records. Daar kwam het tweede album Follow the Leader uit. Een jaar later, in 1989, zijn Eric B. & Rakim te horen op de single Friends van Jody Watley.

### Jaren 90
In 1990 kwam het derde album Let the Rhythm Hit 'Em uit. Op dit album werden de teksten van Rakim donkerder en serieuzer. Het album bevatte geen hitsingles, maar werd toch geprezen. In het invloedrijke Source Magazine kreeg het album een '5 Mic' beoordeling. Het laatste album is Don't Sweat the Technique uitgebracht in 1992. Tijdens de opnamen van dat album lieten zowel Eric B. als Rakim weten dat ze graag een solo-album wilden opnemen. Die mogelijkheid hadden ze, omdat het contract bij MCA Records afliep. Omdat Eric B. vreesde voor een scheiding tussen de twee, weigerde hij echter het contract te ontbinden. De situatie, die juridisch moest worden opgelost, zorgde ervoor dat de relatie tussen Eric B. en Rakim verslechterde. Enkele jaren later kwamen solo-albums van beide uit. Eric B. was daar in 1995 het eerste mee. Rakim bracht nog drie solo-albums uit, in 1997, 1999 en in 2009.

## Discografie
| Studioalbums |
| --- |
| Paid in Full - uitgebracht: 10 oktober 1987 - plaats op de hitlijst: #58 VS - RIAA certificatie: Platinum - Singles: "Eric B. Is President", "I Ain't No Joke", "I Know You Got Soul", "Move the Crowd", "Paid in Full" |
| Follow the Leader - uitgebracht: 25 juli 1988 - plaats op de hitlijst: #22 VS - RIAA certificatie: Goud - Singles: "Follow the Leader", "Microphone Fiend", "The R"                                                     |
| Let the Rhythm Hit 'Em - uitgebracht: 25 mei 1990 - plaats op de hitlijst: #32 VS - RIAA certificatie: Goud - Singles: "In the Ghetto", "Let the Rhythm Hit 'Em", "Mahogany"/"No Omega"                                 |
| Don't Sweat the Technique - uitgebracht: 23 juni 1992 - plaats op de hitlijst: #22 VS - RIAA certificatie: Goud - Singles: "What's on Your Mind", "Know the Ledge", "Casualties of War", "Don't Sweat the Technique"    |

| Compilaties                                                                                    |
| ---------------------------------------------------------------------------------------------- |
| Gold - uitgebracht: 24 juni 2005 - plaats op de hitlijst: - RIAA certificatie: - Singles: geen |